# Svenja Schöni
Svenja Schöni (* 24. April 2002) ist ein Schweizer Unihockeyspielerin, die beim Nationalliga-A-Verein Floorball Riders Dürnten-Bubikon-Rüti unter Vertrag steht.

## Karriere

### Verein
2015 stiess Schöni von den Jona-Uznach Flames in den Nachwuchs der Floorball Riders. 2018 debütierte sie in der ersten Mannschaft der Floorball Riders Dürnten-Bubikon-Rüti. 2020 stieg Schöni mit den Riders in die höchste Schweizer Spielklasse auf.
Am 4. März 2021 verkündete die Riders die Vertragsverlängerung mit der jungen Torhüterin um ein Jahr.

### Nationalmannschaft
2018 wurde Schöni erstmal in einem Länderspiel der U19-Nationalmannschaft eingesetzt. Dabei erreichte sie in den zwei Spielen der Euro Floorball Tour eine Quote von 82 Prozent. Ihre Leistungen ermöglichten ihr 2021 an der Weltmeisterschaft 2020 in Uppsala teilzunehmen. Dabei reichten ihre starken Leistungen nicht aus und die Schweiz musste sich mit dem vierten Rang begnügen.